# Миронин, Сигизмунд Сигизмундович
Сигизму́нд Сигизму́ндович Миро́нин (род. 4 сентября, 1950, Вичуга, Ивановская область, РСФСР, СССР) (псевдоним, другой псевдоним — А. Миров) — российский писатель и публицист, автор ряда документально-публицистических книг и статей на исторические и общественно-политические темы. Под этим же псевдонимом опубликован ряд публицистических заметок по экономике, проблемам образования и медицины.
Статьи, подписанные данным псевдонимом, регулярно появляются в информационно-аналитическом издании «contr-tv.ru» («Интернет против телеэкрана»), российском интернет-журнале «Золотой лев», электронном периодическом издании «Академия Тринитаризма», на сайте Православного информационного агентства «Русская линия». Также имеет публикации в казахстанской республиканской газете «Наш Мир», на страницах сайта «Единая Русь», проекта «Полярная звезда», на сайте «Движения за возрождение отечественной науки» — «za-nauku.ru», в украинских общественно-политических газетах «Рабочий класс», «Наше дело» и «Объективная газета». Книги Миронина издает российское издательство «Алгоритм» совместно с издательством «Эксмо» в серии «Загадка 37-го года».
Работы на исторические темы, публикующиеся под псевдонимом, пользуются поддержкой представителей «левой патриотической» публицистики, однако подвергаются критике представителями академической науки.

## Сведения о биографии
Подробности биографии автора, публикующегося под псевдонимом «Миронин С. С.», были опубликованы в интервью, записанном заместителем директора по развитию российского издательства издательства «Алгоритм», издающего книги автора, Д. М. Якуниным. Информация, заимствованная из этого текста, повторена затем в других источниках.
В этом тексте утверждается, что автор родился 4 сентября 1950 года и вырос в Ивановской области в городе Вичуге. Его дед (по матери) из немцев Поволжья умер во время голода 1932—1933 года. Мать в годы войны нелегально приехала в Ивановскую область из Сибири, куда их семья была выслана «за то, что они были немцы». Отец — русский, из купцов, бабушка по отцовской линии — Зинаида Ефимовна. После революции бабушка всю жизнь была домработницей. Дед по отцовской линии — Степан Иванович выходец из Орехово-Зуево, из Дулёво, из семьи староверов, всю жизнь проработал бухгалтером. Ещё школьником «Миронин» занял третье место на Всесоюзной олимпиаде по химии в г. Вильнюсе, школу окончил с золотой медалью. По окончании школы поступил в медицинский институт — и окончил его по специальности хирургия. В 24 года на последнем курсе института вступил в КПСС. Пошёл в аспирантуру по анатомии, в дальнейшем работал морфологом. Потом последовательно защитил кандидатскую и докторскую диссертации, стал профессором. С началом Перестройки стал рыночником и либералом. В 1991 году вышел из КПСС, был депутатом. До 1998 года придерживался антисоветских взглядов. В определённый момент, в том числе после знакомства с книгой А. П. Паршева «Почему Россия не Америка» «медленно перешел на позиции советизма». В тексте интервью утверждается, что в настоящее время работает клеточным биологом.
По информации, приведённой российскими публицистами А. Мартовым и В. Рощиным, в 1980-х годах эмигрировал из СССР — в настоящее время живёт в Италии.

## Особенности творчества, критика и отзывы
Первой работой на общественно-политическую тему была «Стать „Америкой“, оставаясь Россией. Путь к процветанию.», написанная совместно с соавторами — М. Кудрявцевым и Р. Скорыниным. Работа была издана в двух книгах в 2006 году. В данном случае использовался псевдоним А. Миров. В дальнейшем статьи с указанными соавторами публиковались уже под постоянным псевдонимом — Сигизмунд Сигизмундович Миронин.
В публицистике Миронина с просталинских, лево-патриотических позиций рассматриваются различные общественно-политические темы, актуальные в современной России.
Положительно отозвался о книге «Стать „Америкой“, оставаясь Россией. Путь к процветанию» российский политолог С. Г. Кара-Мурза. В своей рецензии Сергей Георгиевич, в частности, отметил:

«Это уникальная и необходимая для интеллигенции экс-СССР книга. Авторы взялись за почти непосильную задачу: перевести на естественный язык и согласовать со здравым смыслом главные экономические теории, по которым сейчас пытаются преобразовать все жизнеустройство России. Мужество и труд авторов заслуживают уважения, но они к тому же хорошо выполнили свою задачу! Такое сочетание редко встречается. <…> 

Можно не соглашаться со многими частными утверждениями и установками авторов, но в целом предложенный труд поучителен и укрепляет дух читателя — того, кто готов потрудиться для России или хотя бы желает ей добра.»

В опубликованных в издательстве «Алгоритм» книгах Миронина, главным образом, затрагиваются темы противостояния школ Т. Д. Лысенко и Н. И. Вавилова, голода на Украине в начале 1930-х годов, а также история сталинской эпохи.
В вопросе противостояния школ Лысенко и Вавилова поддерживает Лысенко. Так в статье «Кто такой Лысенко и почему его поливают грязью» Миронин заявляет:

«К настоящему времени имя акад. Лысенко настолько заплевано и оболгано, что в массовом сознании олицетворяет собой все худшее, что может принести с собой лженаука, а сам он представлен шарлатаном и мракобесом. При этом клеветники не стесняются даже открытой лжи и подтасовок, достойных даже не желтых газет, а геббельсовских поделок.

Я, как профессиональный клеточный биолог, хорошо знакомый с генетикой, категорически утверждаю, что данная точка зрения лишена оснований и Лысенко, на самом деле, является выдающимся советским естествоиспытателем, что я доказываю в настоящей статье.»

Данный вопрос более подробно рассматривается в приписываемой этому же автору книге «Дело генетиков», выдержавшей в издательстве «Алгоритм» 3 издания. Критично отозвался об этой книге в газете «Поиск» профессор, заведующий лабораторией генетики Института биологии развития им. Н. К. Кольцова РАН В. Г. Митрофанов. По поводу «достижений» Лысенко, о которых пишет Миронин, профессор Митрофанов пишет в рецензии: «Эти достижения в книге изложены настолько путанно и неопределенно, что даже трудно определить, что же конкретно нового сделал Трофим Денисович для практики сельского хозяйства.» Митрофанов также отмечает: «Интересен сам факт появления книги С. Миронина. Возможно, это в первую очередь связано с частичной реабилитацией И. Сталина как государственного деятеля, и авторы таких книг думают, что в общем потоке пройдет и лысенковщина.» В то же время В. Митрофанов отмечает: «Естественно, личность Т. Лысенко несколько демонизируют, обвиняя его в развале сельского хозяйства СССР.»
Александр Дудин в рецензии на книгу «Дело генетиков», опубликованной в «Литературной газете», приходит к выводу:

«Надо признать: книга Миронина по-своему весьма интересна. Автор препарирует целую эпоху, исследует взаимоотношения власти с наукой, доказывая, что политизация науки была неизбежной и не являлась чисто советским изобретением. Он показывает, что в основе спора „мичуринцев“ и генетиков лежали совсем иные мотивы, чем принято считать сегодня. И что сами генетики вовсе не были такими уж „невинными агнцами“»…

Книга «Сталинский порядок» получила положительные отзывы от автора газеты «Завтра», писателя Г. И. Судовцева. В рецензии к книге «Сталинский порядок», озаглавленной «Спор как спорт», и опубликованной в газете «Литературная Россия», обозреватель газеты Александр Трапезников также положительно отзывается о работе Миронина. Так, им в частности отмечается: 

«Книга Сигизмунда Миронина „Сталинский порядок“ <…> могла бы иметь полемическую окраску, если бы не тот непреложный факт, что в наше время нормальная и аргументированная дискуссия между сторонниками и противниками Сталина просто невозможна по определению. Это разговор слепых с глухими. Должны пройти какие-то сроки, может быть, столетие, прежде чем „ветер истории безжалостно развеет кучи мусора, нанесённого на мою могилу“ (слова самого Сталина). Отрадно лишь то, что появление подобных книг и различных точек зрения уже стало нормой. <…> К недостаткам книги относится то, что уж слишком часто автор цитирует то Ю. Мухина, то Ю. Жданова. Они мелькают чуть ли не на каждой странице.»

В рецензии к этой же книге в газете «Время и деньги», обозреватель издания Тимур Латыпов, в частности, отмечает:

«Книга Миронина шире своего названия — речь в ней идет о подоплёке репрессий всего сталинского периода. Например, никто не может дать внятного ответа на вопрос: почему Сталин так нехорошо обошелся с генетиками, возвысил шарлатана Лысенко и уничтожил Николая Вавилова? В ответ слышим: самодур и неуч, что с него взять? Однако считать Иосифа Виссарионовича таковым нет никаких оснований. <…> 

Трагическую историю Вавилова автор книги объясняет борьбой с монополизацией науки крупными учёными. Научная империя Вавилова была грандиозной по числу учреждений и штатам. Но за многие годы возглавляемые Вавиловым учёные никаких особо выдающихся достижений в области сельского хозяйства так и не продемонстрировали. 

При многих недостатках (в том числе излишней запальчивости) — весьма полезное чтение.»

Американский социолог и историк, профессор университета штата Мичиган В. Э. Шляпентох и Вера Бондарцова, называя Миронина «хорошо известным вульгарным защитником Сталина», критически обращают внимание на то, что в своих публикациях, «Миронин попытается опровергнуть „мифы“ о Голодоморе, о „Ленинградском деле“, о репрессиях против советской генетики». Авторы также констатируют, что Миронин настаивает на том, что обвинения против Сталина в депортации народов совершенно неправомерны, поскольку репрессии в отношении крымских татар, чеченцев и ингушей во время войны «были заслуженными и оправданным, поскольку многие из них дезертировали из советской армии, сотрудничали с нацистами и даже служили в немецкой армии».
По поводу приписываемой тому же автору статьи «Экономика царской России», опубликованной в газете «Монархист», редакция газеты отмечает: «Статья С. Миронина <…> тем более интересна, что написана НЕ монархистом, что, конечно, предопределяет используемую терминологию и несогласие с некоторыми политическими заявлениями автора, зато обеспечивает заведомую „неангажированность“ приведенных данных.»
С критикой работ «Миронина» также выступили публицисты В. Рощин и А. Мартов, называющие Миронина «сталинским апологетом», периодически посещающим Россию, где он пытается убедить в том, что «единственное спасение — это отдаться под власть какой-либо „сильной руки“ вроде Иосифа Сталина или Александра Лукашенко». Публицисты отмечают: «надо отдать должное С. Миронину, он постепенно совершенствовал стиль своих статей. Начал он с обычного вранья и повторения пропахших нафталином штампов сталинской пропаганды образца 37-го года, но быстро обнаружил, что ничего кроме как дискредитации собственной научной репутации этим уже не добьешься. Поэтому ему пришлось выработать более тонкий стиль…». Работы Миронина по теме голода на Украине в начале 30-х годов авторы характеризуют следующим образом:

«К приёмам из арсенала дешевого адвоката можно также отнести и выкладки Миронина, опровергающего обвинения в адрес Сталина в том, что он дескать сознательно уничтожал именно украинцев, потому что якобы не любил их. <…> Однако всякому дешевому адвокату легче самому сначала выдвинуть заведомо абсурдные обвинения, и затем их опровергать, вместо того, чтобы пытаться защититься от обвинений, действительно реальных. В данном случае, правда, Миронин эти гротесковые обвинения придумал не сам, но он позаимствовал их у лиц с такой сомнительной репутацией — что в принципе недалеко ушло от придумывания. Надо сказать, что с появлением измышлений украинских националистов о „голодоморе“ отечественные сталинисты несколько воспрянули духом.»

Украинский общественный деятель, публицист и журналист газеты «Вечерний Харьков» В. Ф. Тырнов, анализируя политическую ситуацию на Украине, отмечает:

«Однако мне близка мысль того же С. Миронина, что главным признаком фашизма является тотальная манипуляция толпой. Фашистское государство основано на превращении народа в толпу и на манипуляции сознанием этой толпы с достижением синхронности действий людей в пользу харизматического лидера, а также на борьбе против искусственно выбранного внутреннего врага. Нормальное общество разделено и связано множеством перегородок, неформальных связей. Фашизм состоит в том, что все перегородки убираются и все оказываются объединены лишь одним лидером. И мне несложно представить себе государство, „управляемое“ массовыми истериками майданов, направляемых и истолковываемых кучкой „вождей“ и реализуемых „до победного конца“ штурмовыми отрядами типа „Поры“.»

Критично отозвался о работах Миронина по вопросу голода на Украине украинский учёный, кандидат сельскохозяйственных наук, доцент Национального университета биоресурсов и природопользования Украины Н. М. Назаренко. В статье «Голод как результат системного кризиса» Назаренко, в частности, пишет:

«Товарищи попросили меня прокомментировать очередное творение небезызвестного Сигизмунда Миронина.<…>Прежде всего, Миронин связывает высокую смертность зимой 1932—1933 года с тем, что собранное зерно было в значительной степени заражено грибковыми спорами, в частности, спорыньей, что вызвало массовые отравление и смертность людей. Ну и помимо прочего идут рассуждения о „сельскохозяйственной грамотности“ большей части работников в организуемых колхозах.<…>Дело в том, что в „миронинско-мухинской“ среде активно муссируются разговоры о том, что крестьяне массово забивали скот, о том же, кстати, говорит и противоположная сторона. Дескать, крестьяне сами забивали скот, чтобы не достался „коммуновской голытьбе“ — при этом возникают инсинуации на тему „пропаганды сплошной механизации“, „контрреволюционности“ крестьян и т. д. И при этом никто не задумался о том, что в связи с засухой просто нечем было кормить — не было фуражного зерна, либо его было настолько мало, что просто не хватало на корм.»

## Основные публикации

### Книги
- Кудрявцев М., Миров А., Скорынин Р. Стать «Америкой», оставаясь Россией: Путь к процветанию. В двух книгах. Книга 1. — М.: Алгоритм-Б, 2006. — 624 с. — 2000 экз. — ISBN 5-98738-022-7.
- Кудрявцев М., Миров А., Скорынин Р. Стать «Америкой», оставаясь Россией: Путь к процветанию. В двух книгах. Книга 2. — М.: Алгоритм-Б, 2006. — 448 с. — 2000 экз. — ISBN 5-98738-024-3.
- Кара-Мурза С. Г., Волков С., Галковский Д., Зыкин Д., Миронин С. С., Скорынин Р., Федотова П. Что для России лучше? — М.: Самотека, 2008. — 368 с. — 2000 экз. — ISBN 978-5-901-838-40-8 (ошибоч.).
- Миронин С. С. «Голодомор» на Руси. — М.: Алгоритм, 2008. — 224 с. — 5000 экз. — ISBN 978-5-9265-0552-5.
- Миронин С. С. Дело генетиков. — М.: Алгоритм, 2008. — 240 с. — 4000 экз. — ISBN 978-5-9265-0559-4. (известны три издания книги[31])
- Миронин С. С. Сталинский порядок. — М.: Алгоритм, 2007. — 272 с. — 5000 экз. (доп. тираж 3000 экз.) — ISBN 978-5-9265-0361-3.
- Миронин С. С. Убийство Сталина: Крупнейший заговор XX века — М.: Алгоритм, Эксмо. 2011. — 208 с. — 3000 экз. — ISBN 978-5-699-49841-3.
- Миронин С. С. Почему Сталин защищал Лысенко. — М.: Алгоритм, 2011.
- Миронин С. С. Как отравили Сталина: Судебно-медицинская экспертиза. — М.: Алгоритм, 2014. — 208 с. — 2000 экз. — (Как уходили вожди). — ISBN 978-5-4438-0755-3.
- Миронин С. С. Последнее дело Лаврентия Берии. – М.: У Никитских ворот, 2020. — 850 с. — 500 экз. — ISBN 978-5-00170-115-6.
- Миронин С. С. Абакумов и «Дело врачей-вредителей»: Как готовилось убийство Сталина. — M.: Родина, 2024. — 384 с. — ISBN 978-5-00222-174-5.

### Интернет-публицистика
- Список работ на contr-tv.ru
- Список работ на ideologiya.ru
- Список работ в издании «Академия Тринитаризма»
- Список работ на страницах Православного информационного агентства «Русская линия»
- Список работ в проекте «Полярная звезда»
- Список работ в журнале «Золотой лев»
- Список работ в «Сборнике статей по экономике Игоря Аверина»
- Список работ в проекте «Русский социализм. Революционная линия»